# Schembria meridionalis
Schembria meridionalis är en tvåvingeart som beskrevs av Camillo Rondani 1861. Schembria meridionalis ingår i släktet Schembria och familjen parasitflugor. Inga underarter finns listade i Catalogue of Life.